# Aeroportul Coonabarabran
Aeroportul Coonabarabran (IATA: COJ, ICAO: YCBB) este un aeroport din Coonabarabran⁠(d), Noul Wales de Sud, Australia. A fost numit după Coonabarabran⁠(d).
Situat la o altitudine de 642 m, aeroportul dispune de o singură pistă. Este operat de Warrumbungle Shire⁠(d).